# Boomvorkje
Boomvorkje (Metzgeria) is een geslacht van thalleuze levermossen uit de boomvorkjesfamilie (Metzgeriaceae). Het geslacht is vernoemd naar de graveur Johann Baptist Metzger uit Staufen im Breisgau.

## Kenmerken
De thalli van de mossen uit deze familie zijn, afgezien van de altijd aanwezige hoofdnerf, slechts één cellaag dik. Ze zijn lineair van vorm en vertakken zich in vorken. De thalli zijn vaak behaard of trilharen, althans aan de randen en onder de hoofdnerf.
Op de hoofdnerf vormen zich aan de onderzijde van de thalli korte, gebogen zijtakken, waarop de bolvormige antheridiën en archegoniën zich bevinden. De kapsels zijn ingebed in een harige calyptra die uit het archegonium tevoorschijn komt.
Veel soorten planten zich echter ook vegetatief voort via spruiten aan de rand van de thallus, vooral in de voorste delen.

## Verspreiding
Het belangrijkste verspreidingsgebied van het geslacht ligt in de tropen van het zuidelijk halfrond. 

## Soorten
Het geslacht omvat ongeveer 100 soorten. 
In Europa komen alleen de volgende soorten voor:
- Metzgeria conjugata - breed boomvorkje
- Metzgeria fruticulosa - blauw boomvorkje
- Metzgeria furcata - bleek boomvorkje
- Metzgeria leptoneura (in Europa alleen op de Britse eilanden, Ierland en de Faeröer)
- Metzgeria simplex
- Metzgeria temperata - ruig boomvorkje